# Kerrylamont Farm

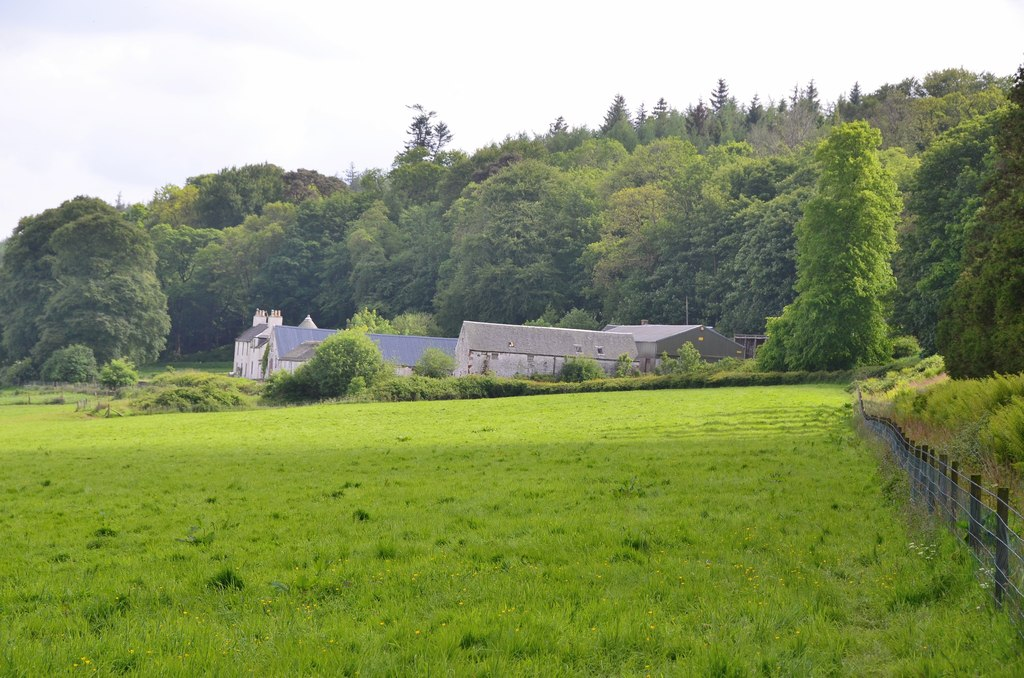
Kerrylamont Farm

Kerrylamont Farm ist ein isoliert gelegener Bauernhof auf der schottischen Insel Bute. Er befindet sich nahe der Südostküste der Insel etwa 2,5 km nordöstlich der kleinen Ortschaft Stravanan und sechs Kilometer südlich von Rothesay, dem Hauptort der Insel, und gehört zu den Ländereien von Mount Stuart House.
Auf der Karte der Ordnance Survey aus dem Jahre 1863 ist Kerrylamont Farm noch nicht verzeichnet, während der Bauernhof dann 1897 geographisch erfasst ist. Daraus kann geschlossen werden, dass er im späten 19. Jahrhundert errichtet wurde. Das exakte Baudatum ist jedoch nicht verzeichnet. 1971 wurde die Kerrylamont Farm in die schottischen Denkmallisten in der höchsten Kategorie A aufgenommen.

## Beschreibung
Insbesondere schützenswert ist die ehemalige Molkerei. Das einstöckige, runde Gebäude spiegelt die architektonische Extravaganz auf den Ländereien von Mount Stuart House wider.  Das Gebäude besteht aus rotem Backstein und ist verputzt. Im Inneren befindet sich ein quadratischer, umlaufender Säulengang. Mittig steht ein bemalter Brunnen mit Laub- und Meerjungfrauenmotiven, der von Marmorverkleidungen umgeben ist. Dort und in den Außengebäuden wurden dekorative Fliesen, teilweise Terrazzofliesen, verarbeitet. Die Eingangstüren und Fenster sind mit Holzeinfassungen verziert. Umlaufend sind Rundbogenfenster und Dachgauben mit Satteldächern verbaut. Das Kegeldach ist mit grauen Schieferschindeln gedeckt.